# فرانك هيرلي
فرانك هيرلي (بالإنجليزية: Frank Hurley)‏ هو مصور حربي ‏ ومصور ومصور سينمائي ومخرج أسترالي، ولد في 15 أكتوبر 1885 في Glebe, New South Wales ‏ في أستراليا، وتوفي في 16 يناير 1962 في سيدني في أستراليا.

## وصلات خارجية
- فرانك هيرلي على موقع IMDb (الإنجليزية)
- فرانك هيرلي على موقع ديسكوغز (الإنجليزية)
- فرانك هيرلي على موقع قاعدة بيانات الفيلم (الإنجليزية)